# Invasion normande du pays de Galles
L'invasion normande du pays de Galles débute peu après l'invasion de l'Angleterre par les Normands de Guillaume le Conquérant.
À l'origine, Guillaume n'avait pas l'intention d'envahir le pays de Galles mais les attaques menées plus tôt contre l'Angleterre par le roi Gruffydd ap Llywelyn, qui cherche à unifier le pays de Galles, poussent finalement Guillaume à intervenir. Déjà, avant même la conquête normande de l’Angleterre, Édouard le Confesseur, avant-dernier souverain anglo-saxon à avoir régné sur l'Angleterre, avait chargé Ralph le Timide, comte de Hereford, de défendre les Marches contre les Gallois.
Au début (1067-1081), l'invasion du pays de Galles n'est pas entreprise avec la même ferveur et la même détermination que celle de l'Angleterre. Cependant, une invasion normande plus offensive débute en 1081 et, en 1094, une grande partie du pays de Galles est sous le contrôle du fils aîné de Guillaume le Conquérant, le roi Guillaume II. Les Gallois détestaient les Normands, perçus comme volontairement cruels, et lancent une contre-offensive qui aboutit en 1101 à la reconquête d'une bonne part des territoires perdus. Cette contre-offensive est dirigée par le roi Gruffydd ap Cynan, qui avait été retenu prisonnier par les Normands pendant douze ans avant qu'il ne parvienne à s'échapper. Gruffydd reçoit l'aide indirecte du roi Magnus III de Norvège, qui lance une attaque contre les Normands sur l'île d'Anglesey, qui se solde par la mort de Hugues de Montgommery, comte de Shrewsbury. Cette défaite laisse les Normands affaiblis et démoralisés, ce qui permet à Magnus de s'emparer des Orcades, des Hébrides et de l'île de Man, en 1098.
Sous le règne de Henri Ier, quatrième fils de Guillaume le Conquérant, les Normands, désormais solidement implantés en Angleterre, retournent au Pays de Galles et repoussent les Gallois vers l'ouest. Mais cette fois, les deux partis sont peu enclins à se battre et cherchent à faire la paix. Une situation stable, de compromis, se met en place. Les Normands s'en tirent mieux dans leur occupation de l'ouest du pays mais éprouvent quelques difficultés au sud-est. La trêve dure jusqu'à la guerre civile, qui oppose le roi Etienne et la reine Mathilde, de 1135 à 1154. Les Gallois en profitent alors pour secouer le joug des Normands, empêtrés dans leurs querelles. 
L'offensive reprend sous le règne de Henri II, le fils de Mathilde, qui lance sa première expédition contre les Gallois en 1157. Il commence par subir une sévère et humiliante défaite à la bataille d'Ewloe, au cours de laquelle son armée s'enfuit et il manque d'être tué. Il repart en campagne en 1165, à l'issue de quoi il reçoit un hommage ambigu de la part de deux princes gallois, Rhys ap Gruffydd et Owain Gwynedd. Cette situation amène une nouvelle révolte des Gallois, qui aboutit à une nouvelle défaite pour Henri, lors de la bataille de Crogen, en 1165. Le roi anglais n'arrive jamais à s'imposer véritablement et est obligé de composer avec Rhys ap Gruffydd pour exercer un certain contrôle sur le sud du pays. 

## Attaques galloises en Angleterre
Au milieu du XIe siècle, les différents royaumes du Pays de Galles sont réunis sous l'autorité du roi de Gwynedd Gruffydd ap Llywelyn. Celui-ci fait des incursions dans le royaume anglo-saxon d'Angleterre, brûlant la ville d'Hereford, massacrant des garnisons frontalières, démontrant ainsi que les Anglais ne sont pas du tout préparés à repousser des invasions galloises. À la suite de son unification du Pays de Galles, de ses victoires sur les comtés anglais frontaliers et alors qu'il affronte une contre-offensive conduite par Harold, Gruffydd voit ses propres hommes se retourner contre lui. Ceux-ci le tuent en 1063 et envoient sa tête au roi Edouard le Confesseur pour que celui-ci accepte le redécoupage du Pays de Galles en ses royaumes traditionnels. La mort de Gruffydd laisse un vide, que les différents princes et rois gallois mettent à profit pour se quereller librement. L'absence de pouvoir unifié et la division des seigneurs gallois empêchent toute défense active face aux Anglo-Saxons puis aux Normands. 

## L'offensive normande
Guillaume le Conquérant n'avait pas pour objectif premier de conquérir le Pays de Galles. En 1066, il envahit l'Angleterre car il considère que le royaume lui revient de droit à la mort d'Édouard le Confesseur. En tant qu'héritier des rois anglo-saxons, il reprend cependant à son compte la politique qu'ils ont menée face à l'Ecosse et au Pays de Galles. Il faut néanmoins du temps avant que les Normands ne soient en mesure de se tourner vers le Pays de Galles. Après la victoire de Hastings, la priorité est en effet de consolider le pouvoir royal en Angleterre et en Normandie. 
Pour contenir les incursions galloises et annihiler la menace d'une invasion, Guillaume établit trois de ses fidèles dans trois comtés frontaliers : Hugues d'Avranches à Chester, Roger de Montgommery à Shrewsbury et Guillaume Fitz Osbern à Hereford. C'est la naissance des marches galloises. Les trois comtes se voient octroyer d'importants pouvoirs, qui leur permettent d'envisager des expéditions militaires de grande ampleur en territoire gallois. 
Les Normands attaquent aussi bien au Nord qu'au Sud du pays de Galles. Dès 1071, à la mort de Guillaume Fitz Osbern, ils ont établi un château à Chepstow, sur la rive galloise de la rivière Wye, qui leur servira de base pour leurs futures incursions. Le royaume de Gwent est envahi et disparaît dans les années qui suivent. En 1074, les Normands du comte de Shrewsbury ravagent le Deheubarth. Au fur et à mesure de leur progression, les Normands construisent des châteaux pour assurer leur domination sur les territoires conquis.  
Au Nord, le roi Bleddyn ap Cynfyn, successeur de Gruffydd ap Llywelyn, s'était allié aux Anglo-Saxons contre les Normands. La victoire de ces derniers sur les Anglo-Saxons en 1070 ainsi que l'installation du chevalier normand Robert de Rhuddlan dans la ville galloise homonyme fragilisent le Gwynedd. La mort de Bleddyn ap Cynfyn, tué en 1075 par le prince de Deheubarth Rhys ap Owain, allié du prétendant au trône Gruffydd ap Cynan, ouvre le Nord du pays de Galles aux Normands. Alors que la guerre de succession se poursuit au Gwynedd, les Normands s'enfoncent dans le nord du pays, s'alliant parfois avec un prince gallois pour soumettre un ennemi commun. En 1081, après sa victoire définitive sur son rival, Gruffydd ap Cynan est capturé par Hugues d'Avranches et emprisonné à Chester. La majeure partie du Gwynedd est alors aux mains des Normands. Au Sud du pays de Galles, les Normands s'enfoncent dans le Dyfed jusqu'à Saint David's et en 1093 s'emparent du Deheubarth, qu'ils divisent entre eux. La conquête du pays de Galles semble alors en grande partie acquise.  

## La contre-attaque galloise
La domination normande sur les territoires gallois se révèle néanmoins fragile, malgré la construction de châteaux pour asseoir leur pouvoir. 
En 1093, Gruffydd ap Cynan parvient à s'échapper de prison, lève une armée et tue Robert de Rhuddlan au cours d'une bataille. Il lève le drapeau de la révolte au pays de Galles et reprend le contrôle de son royaume de Gwynedd. Guillaume II d'Angleterre conduit deux campagnes en 1095 et 1097 pour reprendre le contrôle de la situation mais ce sont des échecs. Gruffydd s'allie avec le prince de Powys Cadwgan ap Bleddyn et infligent de lourdes pertes aux Normands, parvenant même à faire des incursions dans les comtés anglais frontaliers. En 1098, Hugues d'Avranches et Hugues de Montgommery s'emparent à nouveau du Gwynedd et Gruffydd est obligé de fuir en Irlande. Il est toutefois sauvé par l'intervention du roi Magnus III de Norvège, qui inflige une sévère défaite aux Normands et tue Hugues de Montgommery. Gruffydd est alors à même de reprendre durablement le contrôle de son royaume, de le consolider et de se mettre à l'abri des attaques normandes. 
En 1114, Henri Ier d'Angleterre, inquiet de la montée en puissance du Gwynedd, lance une campagne contre le Powys et le Gwynedd. Anglais et Gallois sont néanmoins peu enclins à se battre et, hormis quelques escarmouches, cette incursion anglaise ne débouche pas sur une véritable guerre. Les deux partis négocient une trêve et Henri finit par rentrer en Angleterre après avoir reçu l'hommage du prince de Powys, Maredudd ap Bleddyn, et de Gruffydd ap Cynan.  
La mort d'Henri Ier d'Angleterre débouche sur une guerre de succession opposant sa fille, Mathilde, et son neveu, Etienne. Cette guerre civile, qui dure de 1135 à 1154, détourne les Normands des affaires galloises et affaiblit leur pouvoir dans la région. Les Gallois en profitent pour reprendre l'offensive. Une grande révolte éclate en 1136, qui part du Brycheiniog. Le seigneur Hywel ap Meredudd envahit le Gower et anéantit les forces normandes présentes. Inspiré par cette victoire, le prince de Deheubarth Gruffydd ap Rhys veut poursuivre le mouvement et cherche le soutien de son beau-père, Gruffydd ap Cynan de Gwynedd. Pendant son absence, sa femme, la princesse Gwenllian ferch Gruffydd, doit faire face à une attaque normande, qui lui coûte la vie. Cette mort ravive l'élan gallois. Les habitants du Gwent se soulève et tue Richard de Clare. Choqué par la mort de sa fille, Gruffydd ap Cynan envoie ses fils en campagne et ceux-ci parviennent à reconquérir le Ceredigion. Jusqu'à la fin de la guerre civile, les Gallois sont à même de consolider leur position, détendre leurs territoires vers l'est et de renforcer l'emprise de leur autorité.   

## Les tentatives de reconquête de Henri II
Lorsqu'il monte sur le trône en 1154, Henri II d'Angleterre se trouve à la tête d'un État grandement affaibli, aussi bien politiquement que militairement. La reconquête des positions normandes perdues au pays de Galles fait partie de ses objectifs. Il lance ainsi une campagne en 1157 pour contrer la récente expansion du Gwynedd en direction du Powys. Henri reçoit le soutien du prince de Powys Madog ap Maredudd, inquiet des conquêtes du Gwynedd, et de Cadwaladr ap Gruffydd, en guerre contre son frère le prince Owain Gwynedd, qui l'a privé de ses terres dans le Ceredigion. Malgré la supériorité numérique écrasante des forces de Henri II, la campagne est un désastre, Henri lui-même manquant de justesse d'être tué lors de la bataille d'Ewloe. Henri repart en Angleterre après avoir obtenu l'hommage d'Owain et l'assurance que Cadwaladr recouvre ses terres. Il est néanmoins plus chanceux au sud puisqu'il parvient à imposer à Rhys ap Gruffydd de Deheubarth de renoncer à l'essentiel de ses terres, qui sont retournées aux Normands.
La mort sans enfant de Madog ap Maredudd, en 1160, amène à la division du Powys. Owain Gwynedd en profite pour étendre prudemment son royaume, agissant à couvert et lentement pour ne pas attirer l'attention de Henri II. Le prince Rhys ap Gruffydd n'accepte pas la perte de ses territoires et décide de se révolter ouvertement, en 1162. Toutefois, devant les préparatifs militaires de Henri II, il accepte de prêter hommage au roi d'Angleterre, tout comme Owain Gwynedd et le roi Malcolm IV d'Écosse, en 1163. 
Vivant cette soumission comme une humiliation, les princes gallois se révoltent à nouveau en 1164. Henri II intervient une nouvelle fois au pays de Galles. Il doit cependant faire face à de mauvaises conditions météorologiques, qui l'obligent à sonner la retraite lors de la bataille de Crogen, en 1165. Les princes gallois mettent cette déroute à leur avantage et récupèrent des terres et des châteaux face aux Normands, au sud-ouest du pays et dans le Powys. Rhys ap Gruffydd profite également des expéditions d'Irlande de 1169 et 1170, qui comprennent plusieurs seigneurs normands du pays de Galles puis le roi lui-même dans leurs rangs, pour renforcer ses positions. La mort d'Owain Gwynedd, en 1170, fait de lui le plus grand des princes gallois. Son pouvoir est tel que lorsque Henri II revient d'Irlande, il cherche à faire la paix avec Rhys ap Gruffydd. Ce dernier se voit conférer le titre de Lord Justicier du Sud du pays de Galles et reconnaître autorité sur tous les territoires qu'il a repris aux Normands, ce qui fait du Deheubarth la plus puissante des principautés galloises. En échange, Rhys reste en paix avec le roi anglais jusqu'à sa mort, en 1189. 

## Sources et Références
Cet article est en partie issu des traductions des articles anglais Norman invasion of Wales, History of Gwynedd during the High Middle Ages et History of Wales. 
1. ↑  Davies, R.R.. The Age of Conquest: Wales, 1063-1415, p. 24-26
2. ↑  Davies, R.R.. The Age of Conquest: Wales, 1063-1415, p. 27
3. ↑  Davies, R.R.. The Age of Conquest: Wales, 1063-1415, p. 28
4. ↑  Davies John, A History of Wales, p.100-102
5. ↑  Pour plus de détails, consulter l'article anglais History of Gwynedd during the High Middle Ages
6. ↑  Davies John, A History of Wales, p.104-116
7. ↑  Lloyd, J.E., A History of Wales; From the Norman Invasion to the Edwardian Conquest, Barnes & Noble Publishing, Inc. 2004, p.77-79
8. ↑  Lloyd, J.E., A History of Wales; From the Norman Invasion to the Edwardian Conquest, Barnes & Noble Publishing, Inc. 2004, p.80-85
9. ↑  Davies, R.R.. The Age of Conquest: Wales, 1063-1415, p. 52
10. ↑  Lloyd, J.E., A History of Wales; From the Norman Invasion to the Edwardian Conquest, Barnes & Noble Publishing, Inc. 2004, p.107-109
11. ↑  Lloyd, J.E., A History of Wales; From the Norman Invasion to the Edwardian Conquest, Barnes & Noble Publishing, Inc. 2004, p.112-114